# 1977 en sports équestres
Chronologie des sports équestres
- 1976 en sports équestres - 1977 en sports équestres - 1978 en sports équestres

Cet article présente les faits marquants de l'année 1977 en sports équestres.

## Événements

### Année
- 14e édition des championnats d'Europe de saut d'obstacles à Vienne (Autriche).
- 8e édition des championnats d'Europe de dressage 1977 à Saint-Gall (Suisse).
- 13e édition du championnat d'Europe de concours complet d'équitation 1977 à Burghley (Royaume-Uni) qui est remportée par Lucinda Green sur George en individuel et par l'équipe du Royaume-Uni[1].